# Jug face
Jug Face – niskobudżetowy horror produkcji amerykańskiej z 2013 roku w reżyserii Chada Crawforda Kinkle’a. Uniwersum filmu jest współczesna Ameryka i hermetyczna społeczność ludzi zamieszkujących w leśnej osadzie, nie utrzymujących bez potrzeby kontaktu ze światem zewnętrznym. Rytm ich życia wyznaczany jest przez tajemniczą istotę zamieszkującą dziurę w ziemi i upominającą się cyklicznie o konkretne ofiary, wskazywane przez Dawaia – upośledzonego mieszkańca osady, który w wyniku swoich wizji jest w stanie przewidzieć kolejną ofiarę i wskazać ją rzeźbiąc jej portret na glinianym dzbanie.

## Opis fabuły
Główna bohaterka Ada zostaje zaręczona przez rodziców z Bodeyem, mężczyzną z ich osady. Dziewczyna jednak kocha innego chłopaka, z którym jest w ciąży. Gdy dowiaduje się, że to właśnie ona ma być kolejną ofiarą złożoną bóstwu, próbuje za wszelką cenę uchronić siebie i nienarodzone dziecko przed rytualną śmiercią.

## Obsada
- Lauren Ashley Carter – Ada
- Sean Bridgers – Dawai
- Kaitlin Cullum – Christie
- Larry Fessenden – Sustin
- Katie Groshong – Pyer
- Scott Hodges – Corber
- Alex Maizus – leśny chłopiec
- Daniel Manche – Jessaby
- Jennifer Spriggs – Eilen
- Marvin Starkman – Coops